# Touffréville (Calvados)
Touffréville è un comune francese di 318 abitanti situato nel dipartimento del Calvados nella regione della Normandia.

## Società

### Evoluzione demografica
Abitanti censiti